# Coleophora seguiella
Coleophora seguiella é uma espécie de mariposa do gênero Coleophora pertencente à família Coleophoridae.